# Hegedűs Barbara
Hegedűs Barbara (Budapest, 1986. október 6. –) magyar színésznő, Hegedűs D. Géza lánya. 

## Színházi szerepei
- 2018. június 24. Y. East S. D. Ch. Utolsó libuska, rendező Georgita Máté Dezső – Szereplő
- 2015. szeptember 10. Táp Színház, Milena Markovic: Babahajó, rendező Vajdai Vilmos – Nővér (a Nő nővére) Anya Medve
- 2015. április 7. Titkos Társulat, Két nő, rendező Kárpáti Péter – Szereplő
- 2015. január 22. Táp Színház, Fekete Ádám: Csoportkép oroszlán nélkül, rendező Fekete Ádám – Szereplő
- 2014. december 22. Átrium Film-Színház, Mózsik I.–Laboda K.–Fekete Á.: Lúd Zsolt és kutyája, Mattyi, r. Vajdai V. – Macska
- 2014. december 10. Budaörsi Latinovits Színház, Michael Ende: Momo, rendező Bereczki Csilla – Lazac ügynök Violetta
- 2014. március 29. Budaörsi Latinovits Színház, Molière: A képzelt beteg, rendező Novák Eszter – Angelika Lujzácska
- 2013. augusztus 31. Pesti Színház, Tremblay Michel: Sógornők, rendező Hegedűs D. Géza – Linda Lauzon Germaine lánya
- 2013. augusztus 2. Színházi Bázis, Leea Klemola: Kokkola, rendező Erdeős Anna – Arijoutsi Prittinen Piano
- 2012. december 8. Budaörsi Játékszín, Dés András–Szabó T. Anna: Borsószem és a többiek, R. Kárpáti István – Kasmír
- 2010. október 24. K. V. Társulat, Juhász Kristóf: A Kitin Klán a Kertbe megy, rendező Juhász Kristóf – Szereplő
- 2010. március 12. Vígszínház, Sheldon Harnick–Jerry Bock–Joseph Stein: Hegedűs a háztetőn, R. Eszenyi Enikő – Sprince Bjelke
- 2009. május 9. Ericsson Stúdió, Oleg Presznyakov–Vlagyimir Presznyakov: Padlószőnyeg, rendező Léner András – Szfinx kisfiú
- 2008. október 18. Tivoli, Fejes Endre: Mocorgó, rendező Léner András – Vera
- 2008. március 14. Kaposvári színház, Mihail Bulgakov: Bíborsziget, rendező Babarczy László – Adelaida Karpovna Betsy szobalány

## Filmszerepei
- Egynyári kaland (2015) tévésorozat – egy epizód – pszichológuslány
- Csodapunci (2018) rövidfilm – Margó
- Jupiter holdja (2017) – önkéntes
- Sötét kamra (2015) rövidfilm – Lili